# American Volunteer Group

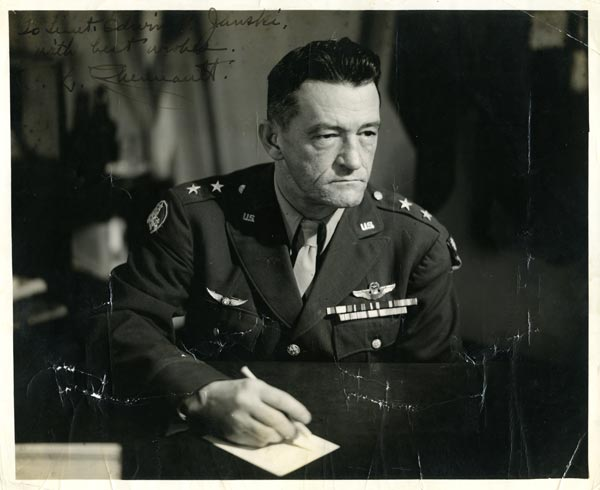
Claire Lee Chennault, fondateur de l'escadrille des Tigres volants.

Les American Volunteer Groups (« groupes de volontaires américains »), également connus sous le nom de Les Tigres volants, étaient des soldats de l'air organisés par le gouvernement américain afin d'aider le Guomindang contre l'Empire japonais pendant la guerre sino-japonaise (1937-1945).